# Geschichte der Juden in Gehrden

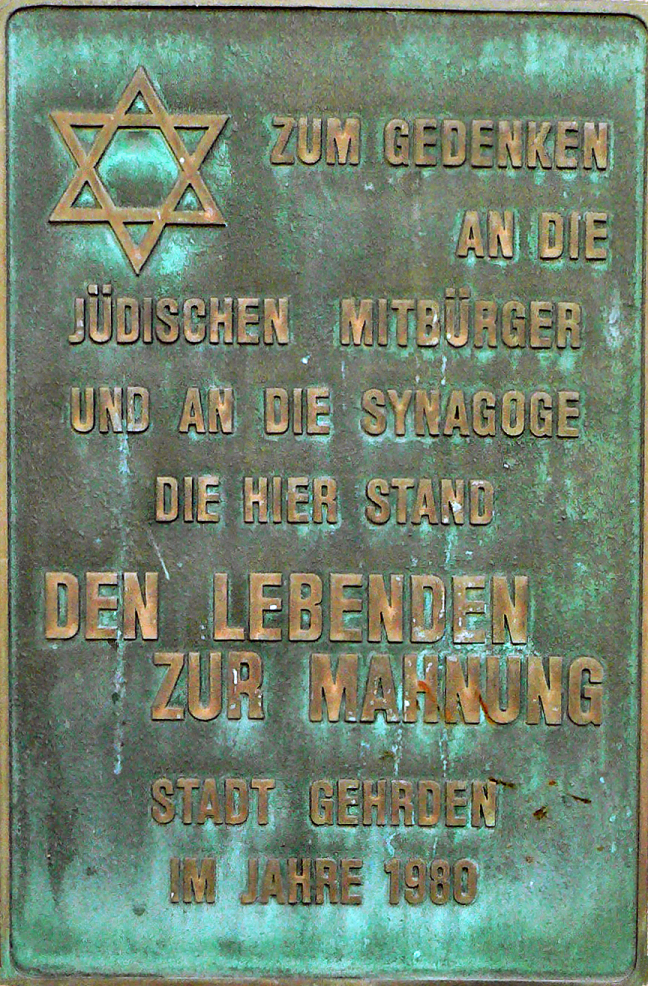
Gedenktafel für jüdische Mitbürger und an die frühere Synagoge in Gehrden

Die Geschichte der Juden in Gehrden setzt zu Beginn des 18. Jahrhunderts ein, als die ersten Juden in Gehrden ansässig wurden. Die jüdische Gemeinde erreichte in der Mitte des 19. Jahrhunderts mit über 100 Personen ihren Höchststand. Im 20. Jahrhundert wurden in der Zeit des Nationalsozialismus 17 jüdische Bürger aus Gehrden Opfer des Holocaust. An sie erinnert heute eine Gedenktafel an der Stelle des früheren Synagogengebäudes; außerdem wurden zwei Stolpersteine verlegt. Von den früheren jüdischen Bewohnern zeugt der Jüdische Friedhof Gehrden.

## Geschichte
Die Kopfsteuerbeschreibung des Calenberger Landes von 1689 listet für Gehrden keine Juden auf. Noch 1702 bestätigte ein Amtmann des Amtes Calenberg seinen Geheimen Räten, dass sich im gesamten Amt kein Jude aufhalte. Aus späterer Zeit bestehen historische Überlieferungen zu einzelnen Juden in Gehrden. So berichtete der Hofjude Leffmann Behrens 1706 der hannoverschen Regierung, dass der Rabbiner Jobst Samson aus Stadthagen ein Haus in Gehrden gemietet habe. Er fürchtete eine Ausweisung durch Graf Friedrich Christian zu Schaumburg-Lippe, die aber nach Erneuerung seines Schutzbriefes nicht erfolgte. 1713 kam auf Anordnung der Geheimen Räte des Amtes Calenberg der Jude Abraham Jacob Prager nach Gehrden, um dort eine Branntweinbrennerei zu betreiben. Die Gehrdener Bürger forderten seine Ausweisung, die nicht erfolgte. Während des 18. Jahrhunderts lebten nur wenige Juden in Gehrden. Im Jahr 1776 sind es vier Familien mit 11 erwachsenen Personen. 1778 sind es acht erwachsene Personen in vier Familien. Die christlichen Ortsbewohner verhinderten weiteren Zuzug, weil sie die Juden als wirtschaftliche Konkurrenz ansahen. Genauere Angaben über die Anzahl der jüdischen Bewohner in Gehrden stammen vom Beginn des 19. Jahrhunderts aus der Franzosenzeit, als der Ort zum Königreich Westphalen gehörte und Juden nach dem französischen Recht das Bürgerrecht erwerben konnten. 1811 werden für Gehrden zwei jüdische Bürger und fünf jüdische Häuslinge mit Familien genannt. Für 1821 wird die Zahl der jüdischen Familien auf neun beziffert und die Personenzahl auf 68. Im Jahr 1825 waren es vier Bürger und 14 Häuslinge mit Familien, die zum Judentum gehörten. Bei der Berufsbezeichnung werden 1864 hauptsächlich Kaufmann und Schlachter genannt. Andere Berufe sind Vorbeter, Sattler, Lumpensammler und israelitischer Lehrer. 
Im Laufe des 19. Jahrhunderts nahm die Zahl der jüdischen Familien stetig zu, nachdem das Königreich Hannover 1842 neue Gesetze erlassen hatte, die Juden anderen Bürgern gleichstellte. 1850 weihte die jüdische Gemeinde Gehrden eine neu erbaute Synagoge ein, nachdem zuvor ein Hallenhaus genutzt wurde. Der als Hinterhaus errichteten Synagoge war eine Mikwe angeschlossen. Das Gebäude wurde in Backstein ausgeführt und verfügte über hohe Rundbogenfenster; es hatte die Ausmaße von 10 × 11,5 Meter. Im Vorderhaus an der Straße befand sich das jüdische Lehrer- und Schulhaus. In der Synagoge befand sich bis 1882 eine jüdische Volksschule für Kinder, die dann in öffentliche Schulen wechselten. Zur Synagogengemeinde Gehrden gehörten die Ortschaften Großgoltern, Hohenbostel, Landringhausen, Ronnenberg, Winninghausen sowie ab 1871 Empelde und Holtensen. 
Nachdem 1861 der Höchststand von 110 jüdischen Gemeindemitgliedern erreicht war, ging ihre Anzahl beständig zurück. Jüdische Familien zogen meist aus wirtschaftlichen Gründen in die nahe gelegene Großstadt Hannover. Dies entsprach dem allgemeinen Rückzug von Juden auf dem Lande und aus Kleinstädten im letzten Viertel des 19. Jahrhunderts. Sie ließen sich in größeren Städten nieder, wo sie funktionierende Synagogen und bessere Erwerbsmöglichkeiten vorfanden. 1905 gab es nur noch 29 Juden in Gehrden. Gottesdienste fanden nur bis in die Jahre des Ersten Weltkriegs statt. Anschließend reichte die Zahl der Gemeindemitglieder nicht mehr aus, um nach den religiösen Vorschriften Gottesdienste durchzuführen. Daher wurde die Synagoge 1920 aufgegeben und diente als Möbellager. Das zugehörige Vorderhaus wurde zu einem Textilgeschäft, das jüdische Kaufleute führten. 

### Zeit des Nationalsozialismus
Zum Zeitpunkt der Machtergreifung durch die Nationalsozialisten 1933 lebten nur noch 12 Juden in Gehrden. Bei den Novemberpogromen von 1938 wurden Fenster und Einrichtung des damaligen jüdischen Geschäfts- und Wohnhauses sowie des einstigen Synagogengebäudes zerstört. Wahrscheinlich kam es wegen der dichten Nachbarbebauung und der Nähe zur Margarethenkirche sowie zum Rathaus nicht zur Legung eines Brandes. 1938 und 1939 gelang einigen jüdischen Bewohnern die Auswanderung. 1939 lebten noch acht Juden in Gehrden.
Die folgenden 17 Personen, die in Gehrden geboren wurden oder in Gehrden gelebt haben, wurden Opfer des Holocaust:
| Name                            | geboren         | wohnhaft gewesen | ermordet                                     | Ort                       |
| ------------------------------- | --------------- | ---------------- | -------------------------------------------- | ------------------------- |
| Amalie Dammann, geb. Löwenstein | 1861            | Gehrden          | 1. Januar 1943                               | Ghetto Theresienstadt     |
| Emilie Dammann                  | 1864 in Gehrden | Hannover         | 7. Dezember 1943                             | Ghetto Theresienstadt     |
| Gustav Dammann                  | 1874 in Gehrden | Hannover         | mit Transport am 16. April 1942 verschollen  |                           |
| Ludwig Dammann                  | 1897 in Gehrden | Gehrden          | 4. Januar 1940                               | KZ Sachsenhausen          |
| Sofie Dammann                   | 1867 in Gehrden | Hannover         | 6. September 1942                            | Ghetto Theresienstadt     |
| Betty Dammann                   | 1867            | Gehrden          | vermutlich umgebracht                        |                           |
| Julius Deichmann                | 1851 in Gehrden | Oyten            | 26. August 1942                              | KZ Majdanek               |
| Albert de Vries                 |                 | Gehrden          | mit Transport am 28. März 1942 verschollen   |                           |
| Rosine de Vries                 |                 | Gehrden          | mit Transport am 28. März 1942 verschollen   |                           |
| Benedix Eichengrün              | 1866 in Gehrden | Iserlohn         | 1. September 1942                            | Ghetto Theresienstadt     |
| Hedwig Goldschmidt              | 1867 in Gehrden | Hannover         | verschollen                                  | Ghetto Riga               |
| Rosa Gottschalk                 | 1880 in Gehrden | Nienburg         | verschollen                                  | Ghetto Riga               |
| Max Heinemann                   |                 | Gehrden          | mit Transport am 8. Februar 1942 verschollen |                           |
| Hedwig Lazarus                  | 1862 in Gehrden | Hamburg          | verschollen                                  | Ghetto Minsk              |
| Adele Mannheim                  | 1862 in Gehrden | Hannover         | 6. November 1942                             | Ghetto Theresienstadt     |
| Felix Pichet                    | 1900            | Gehrden          | 8. April 1945                                | Gehrden                   |
| Friedrich Süßkind               | 1889 in Gehrden | Hannover         | 1940                                         | Polizeigefängnis Hannover |

## Erinnerungsorte

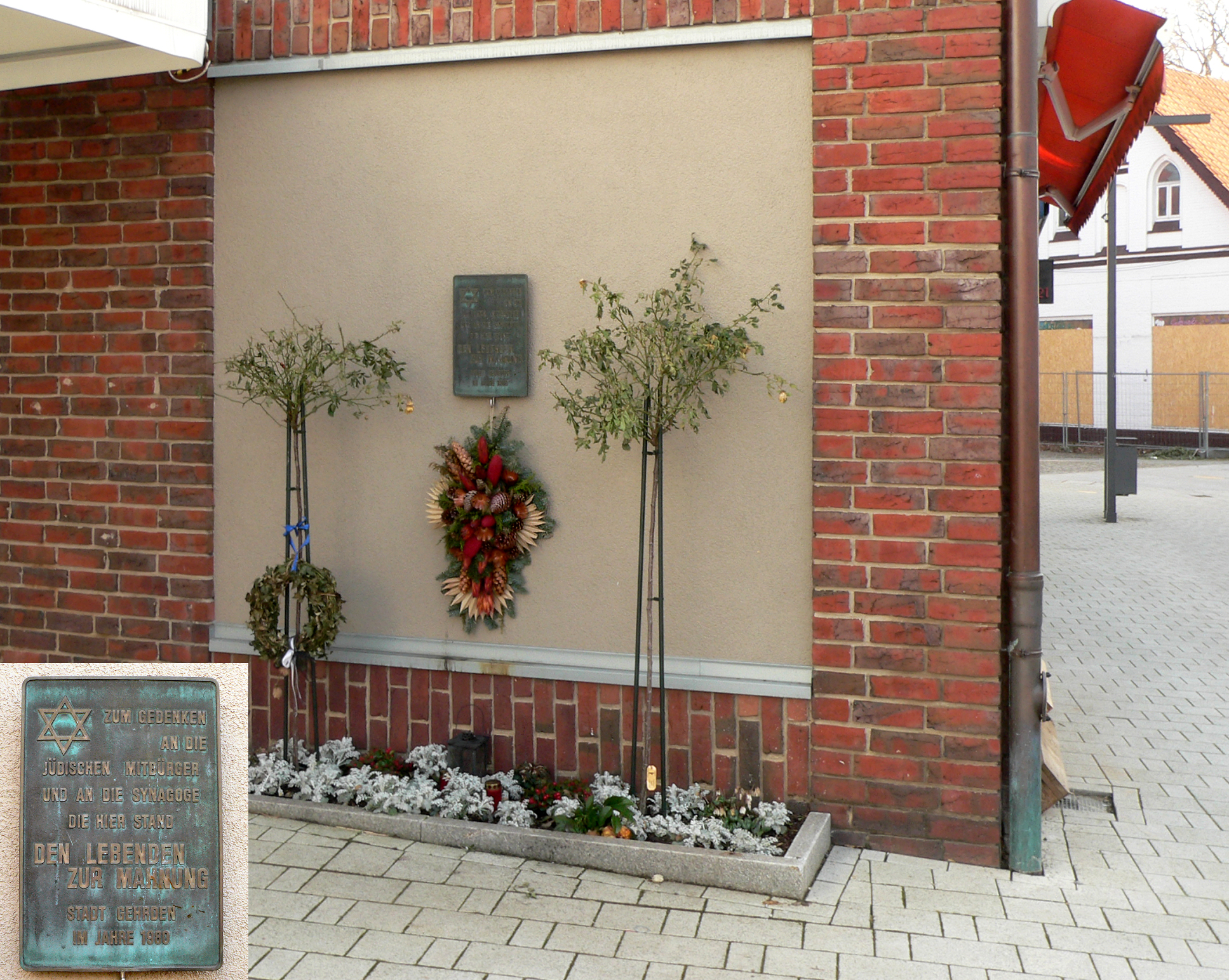
Gedenkstätte mit Gedenktafel für jüdische Mitbürger an der Stelle der früheren Synagoge in Gehrden

### Gedenkstätte
Das einstige Synagogengebäude und das dazu gehörige Wohn- und Geschäftshaus wurden 1979 für den Neubau eines Hauses abgerissen. An einer Hausseite ließ die Stadt Gehrden 1980 eine Gedenktafel anbringen. Später wurde die Stelle gestalterisch zu einer kleinen Gedenkstätte aufgewertet. Am 9. November als dem Jahrestag der Novemberpogrome von 1938 finden an der Gedenkstätte jeweils Kranzniederlegungen mit einer Schweigeminute unter Teilnahme von Bürgern statt. Die Zeremonie zum Gedenken an die Opfer nimmt meist der Gehrdener Bürgermeister oder sein Vertreter vor. Oft finden im Anschluss Gespräche und Vorführungen von  Dokumentationen und Lehrfilmen zur Machtergreifung und zur Pogromnacht statt. 2019 kamen zur Gedenkfeier für die Opfer der Reichspogromnacht wesentlich mehr Bürger als in den Jahren zuvor, was Medienberichten zufolge auf eine kurz zuvor von Unbekannten vorgenommene Beschädigung der Gedenkstätte zurückgeführt wurde.

### Friedhof

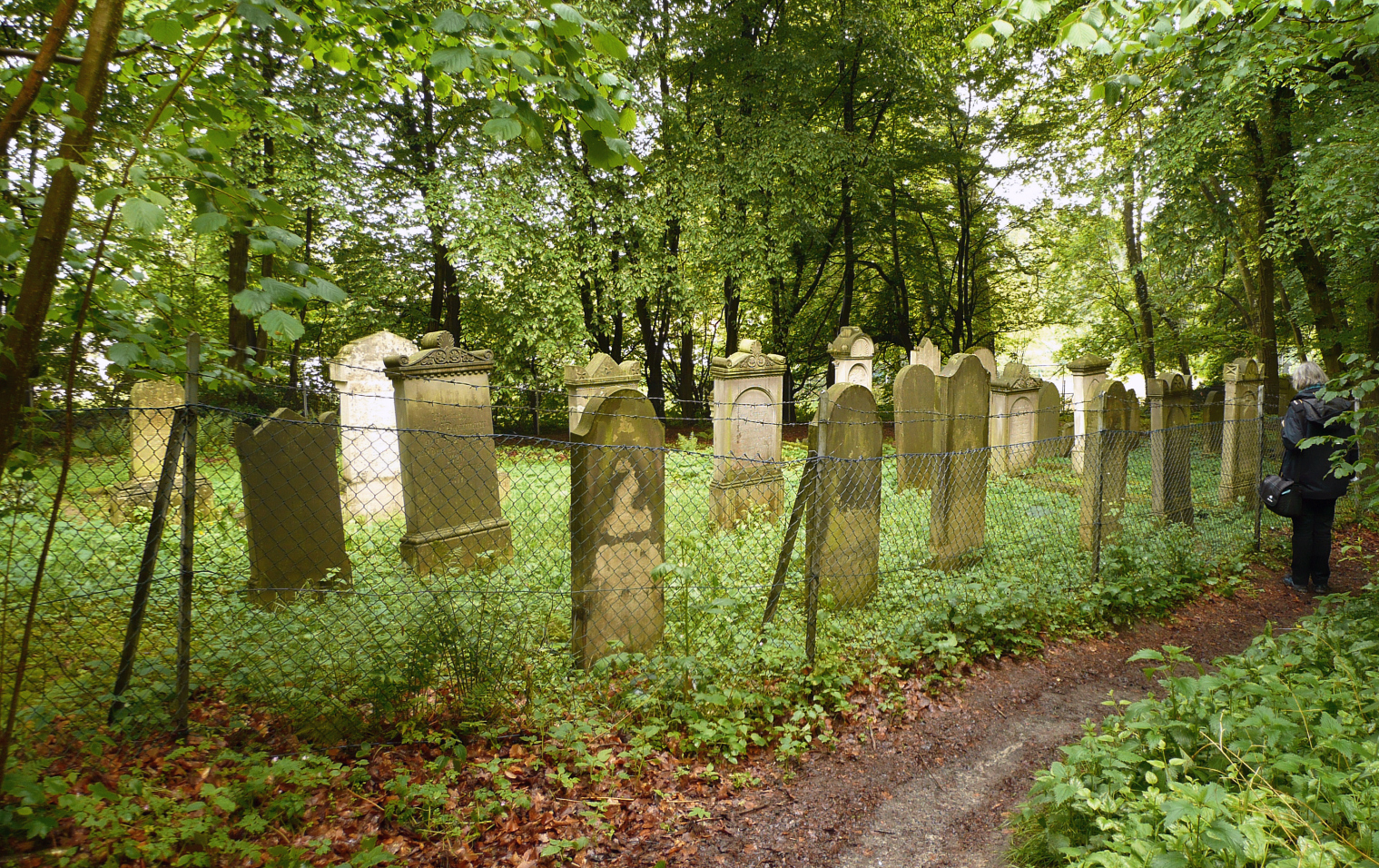
Jüdischer Friedhof Gehrden

Der jüdische Friedhof wurde weit abseits der damaligen Bebauung am Gehrdener Berg unterhalb der Erhebung Köthnerberg  angelegt. Er wurde von 1752 bis 1935 belegt. Auf ihm stehen 73 Grabsteine. Die Bestattungen sind nicht, wie auf jüdischen Friedhöfen üblich, chronologisch aneinander gereiht. Die Identifikation der Bestatteten ist häufig nicht mehr möglich, weil Grabsteine keine Daten aufweisen oder sie zerstört sind. Bei rein hebräischen Inschriften kommen die deutschen Vornamen der Verstorbenen nicht vor. Bei hebräischen und deutschen Inschriften lassen sich die Zusammenhänge besser erkennen.

### Stolpersteine
2008 wurden vor dem ehemaligen Wohnsitz von zwei jüdischen Bürgern in Gehrden Stolpersteine durch den Künstler Gunter Demnig verlegt. Es handelt sich um die 1861 geborene Amalie Dammann, die 1942 ins Ghetto Theresienstadt deportiert und am  1. Januar 1943 ermordet wurde. Ihr 1897 geborener Sohn Ludwig Dammann wurde am 10. November 1938 verhaftet und kam ins KZ Sachsenhausen. Am 4. Januar 1940 wurde er ermordet. Die beiden Stolpersteine sollen auch symbolisch an 15 weitere ermordete jüdische Mitbürger erinnern, die in Gehrden geboren sind oder gewohnt haben.
Schülerinnen und Schülern des Matthias-Claudius-Gymnasiums Gehrden säubern regelmäßig die Steine.

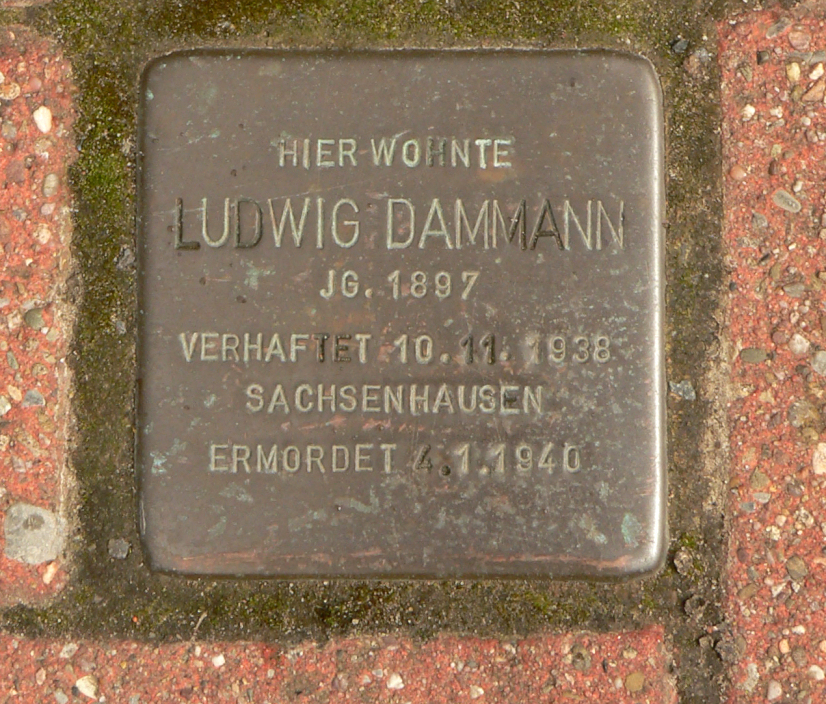
Stolperstein für Ludwig Dammann
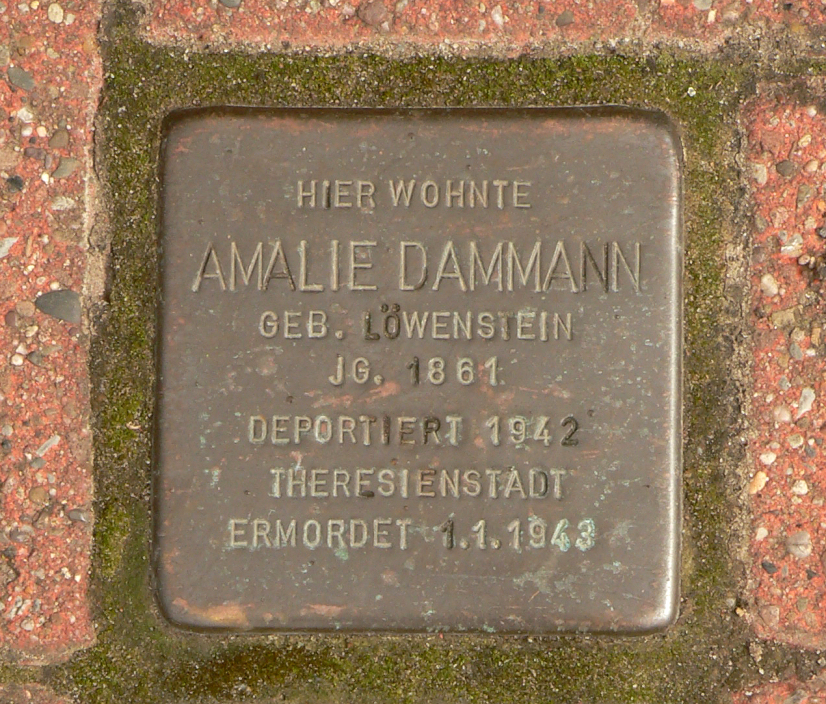
Stolperstein für Amalie Dammann
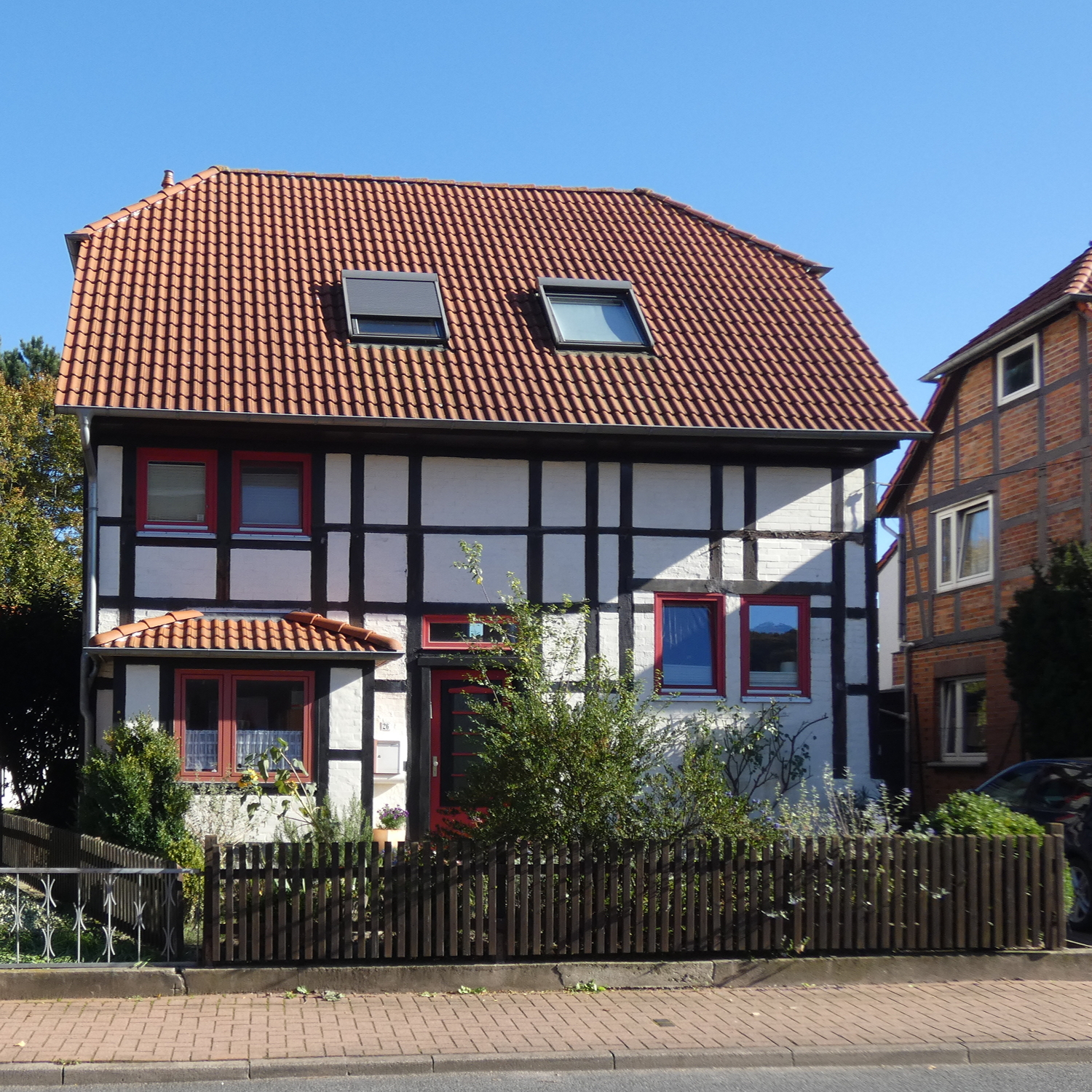
Wohnhaus von Amalie und Ludwig Dammann in Gehrden